# Jacqueline Barton
Jacqueline K. Barton (7 de mayo de 1952) es una química estadounidense. Especialista en nanobiotecnología.

## Biografía
Nace en Nueva York (Estados Unidos). Estudió en el Barnard College donde se licenció ciencias en 1974 y haciendo el doctorado en la Universidad de Columbia en 1979 sobre química inorgánica, haciendo una tesis sobre los compuestos conocidos como los azules de platino. Mientras, trabajó en numerosos centros de investigación, tanto académicos como la Universidad de Yale o Hunter College, como empresariales como los Laboratorios Bell. En 1983 regresa a la Columbia como profesora titular.
En 1989, es nombrada profesora titular del Instituto Tecnológico de California (CALTECH) y allí conoce a Peter Dervan, también químico, con el que contraerá matrimonio.
Jacqueline Barton ha sido galardonada con numerosos premios. La American Chemical Society la ha premiado hasta en 7 modalidades distintas entre los años 1987-2006. En 2011 ganó la Medalla Nacional de Ciencia. Además, ha recibido premios por parte de la Fundación Nacional de la Ciencia o la Fundación MacArthur.
En 2015, ganó la Medalla Priestley otorgada por la Sociedad Americana de Química.

## Investigación
Jacqueline Barton, investigando sobre la incidencia de los metales en los sistemas biológicos, ha diseñado herramientas moleculares para explorar las variaciones en la estructura y conformación del ADN. Barton ha estudiado las posibilidades que tienen las bases químicas del ADN de transferir electrones. Barton, junto a Colin Nuckolls, consiguieron medir la capacidad de una molécula para llevar electricidad a través de dos nanotubos de carbono. De esta manera se pueden identificar enfermedades vinculadas a las mutaciones.